# フッ化硫黄
フッ化硫黄（フッかいおう、sulfur fluoride）はフッ素と硫黄とから構成される無機化合物で、異性体を含めて以下の6種類が知られている。十フッ化二硫黄のみが常温常圧で液体であり、他は気体の化合物である。

## 二フッ化二硫黄
二フッ化二硫黄（にフッかにいおう、disulfur difluoride）には F−S−S−F と S=SF2 の二種類の異性体が知られている。一フッ化硫黄（いちフッかいおう）と呼ぶことがある。
F−S−S−F の融点は−133°C、沸点は15°Cである。線形構造の分子で S−S 間距離が189 pm、S−F 間が164 pm、∠SSF = 108° の C2 対称形である。他のハロゲン類縁体と対照的に、こちらの異性体は不安定である。
F−S−S−F は真空中でフッ化銀 AgF と過剰の硫黄を加熱して反応させると生成するが、速やかに S=SF2 に異性化する。
S=SF2 は融点−165°C、沸点−10.6°Cの三角錐形構造で、S−S 間距離が186 pm、S−F 間が160 pm、∠SSF = 108° の Cs 対称形である。こちらの異性体は比較的安定で、250°Cまで安定だが、それ以上の温度では不均化する。
{\displaystyle {\ce {S=SF2 -> 3/16S8 + 1/2SF4}}}
また、フッ化水素 HF や三フッ化ホウ素 BF3 のような酸触媒で速やかに分解する。 
どちらも水と反応し硫黄、フッ化水素とポリチオン酸を発生する。

## 二フッ化硫黄
二フッ化硫黄（にフッかいおう、sulfur difluoride）は化学式 SF2 であるが、生成させるのが困難で気相中で観測されているのみである。S−F間距離が1.59 pm、∠98° の C2v 対称形である。

## 四フッ化硫黄

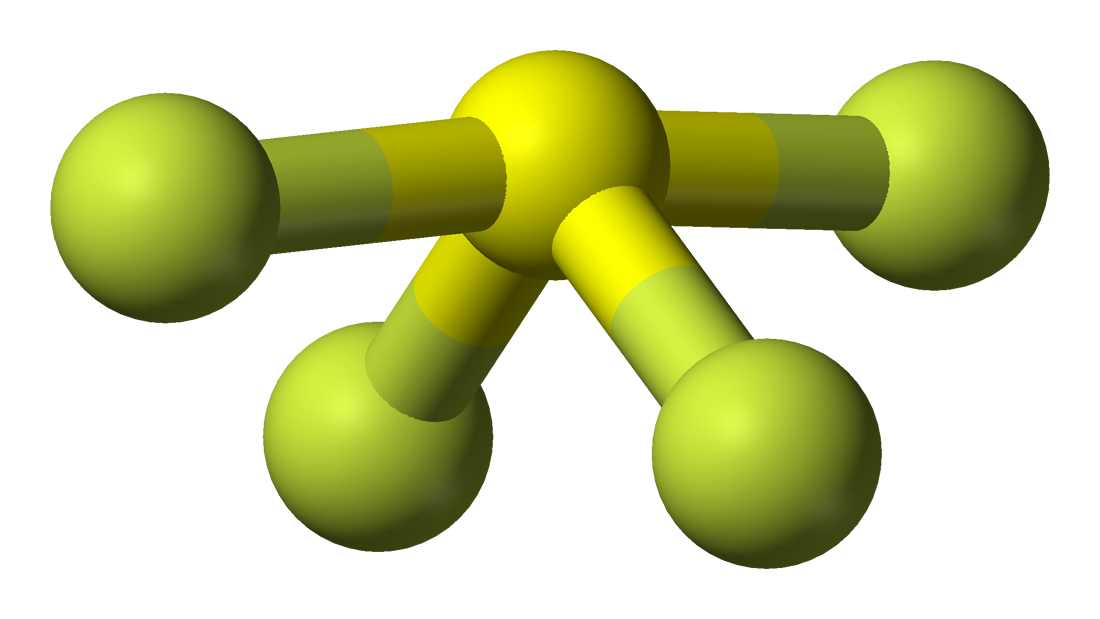
SF_{4} の分子模型

四フッ化硫黄（しフッかいおう、sulfur tetrafluoride）は化学式 SF4 の無色気体の化合物である。融点は−121°C、沸点は−38.6°Cであり、ひずんだ4角錐形構造で S−F 間距離は165 pmと154 pmの C2v 対称形である。
四フッ化硫黄は二塩化硫黄 SCl2 をHF/ピリジン (70:30) と反応させるか、アセトニトリル中で SCl2 とフッ化ナトリウム NaF を反応させると得られる。
反応性に富み、フッ素化剤として用いられる。すなわち他の置換基の存在下でも C=O 基、P=O 基のフッ素化が可能であり、C=O 基、P=O 基、COOH基、および PO(O)H 基をそれぞれ CF2、PF2、CF3、PF3 に変換する。
そして水とは瞬間的に反応して分解し、二酸化硫黄 SO2 とフッ化水素 HF を与える。

## 六フッ化硫黄
六フッ化硫黄（ろくフッかいおう、sulfur hexafluoride）は化学式 SF6 の無色無臭の気体で、熱的・化学的に安定な化合物である。

## 十フッ化二硫黄

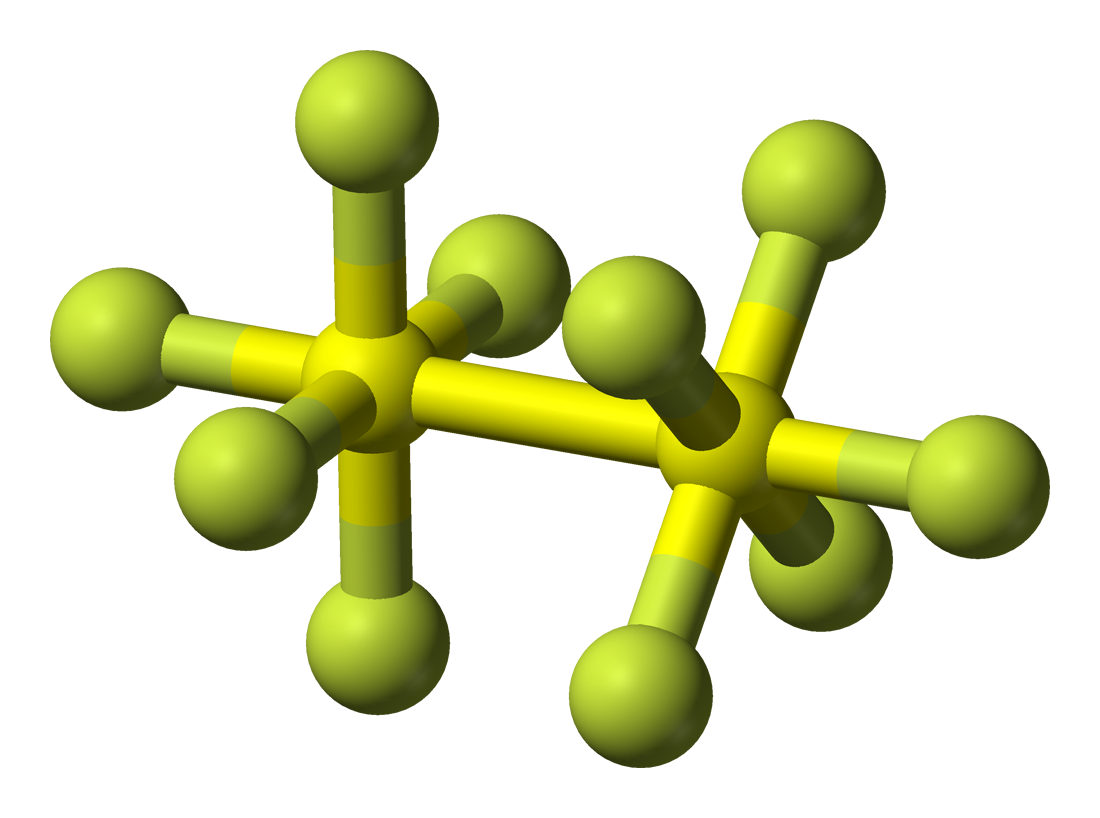
S_{2}F_{10} の分子模型

十フッ化二硫黄（じゅうフッかにいおう、disulfur decafluoride）は化学式 S2F10 の無色揮発性の液体である。五フッ化硫黄（ごフッかいおう）とも呼ばれる。きわめて毒性が強い。
融点は-52.7°C、沸点は30°Cであり、S原子を中心として8面体形が連結した構造で、S−S 間距離が221 pm、S−F 間が156 pmの D4d 対称形である。
次式に示す光化学反応によって得られる。
{\displaystyle {\ce {2SF5Cl\ +H2\ \rightleftarrows \ S2F10\ +2HCl}}}
水またはアルカリ性では常温下では加水分解しない。アセトン溶液中でヨウ化カリウム KI をヨウ素 I2 に酸化する。また特色ある酸化的フッ素化剤として利用され、その反応は S−S 間のラジカル解裂を開始反応とすると考えられている。
{\displaystyle {\ce {S2F10->2SF5^{\cdot }}}}
{\displaystyle {\ce {2SF5^{\cdot }->SF4\ +F^{\cdot }}}}